# 塩田忠左衛門
塩田 忠左衛門（しおた ちゅうざえもん、前名・賢二郎、1882年〈明治15年〉8月5日 - 1963年〈昭和38年〉6月24日）は、日本の政治家、実業家、香川県多額納税者、地主。香川県三豊郡仁尾町長。仁尾塩田（現・仁尾興産）社長。
衆議院議員を務めた塩田忠左衛門の三男。

## 経歴
香川県三野郡仁尾村（現・三豊市）出身。塩田忠左衛門の三男。1903年4月、慶應義塾大学部理財科卒業。慶應では福沢諭吉に師事してその薫陶を受けた。貿易商森村組（現・日本陶器）に入社した。
1908年10月、森村組を退社して帰省。1925年、家督を相続し前名・賢二郎を改め襲名した。農業、金銭貸付業を営んだ。1927年1月、仁尾塩田株式会社の取締社長に就任した。
多度津銀行、讃岐信託、四国水力電気、四水証券各監査役、讃岐起業、日本藁工品配給各取締役、香川県塩業組合連合会会長、塩業組合中央会副会長などをつとめた。

## 人物
住所は香川県三豊郡仁尾町仁尾。

## 栄典
- 1944年3月28日 - 紺綬褒章[12]
  - 支那事変に関し、恩賜財団軍人援護会香川県支部事業資金として金1万円を寄付する[12]。

## 家族・親族
塩田家
- 父・忠左衛門[13]（1843年 - 1925年、香川平民、政治家、実業家、大地主、商業、香川県多額納税者[14]、資産家[15]）
- 兄・勉之助[14]（1880年 - ?、1897年に慶應義塾高等科卒業[3]。1901年に慶應義塾大学部理財科卒業[3]）
- 妻・静枝（1891年 - ?、香川平民、原岡永江の長女）[14]
- 男・清（1911年 - ?）[2]
- 男・雄一（1913年 - ?）[2]
- 三男・忠一（1919年 - ?、山九運輸機工取締役）[16]
  - 同妻[16]
  - 同長男[16]
  - 同二男[16]
- 長女（1916年 - ?、福岡県人、隈本繁吉の養子・季八郎の妻）[14]

親戚
- 妻の父・原岡永江（農業、衆議院議員）
- 隈本繁吉（第六高等学校名誉教授）